# Gavrilo Zmejanović
Gavrilo Zmejanović (Zmejanovics Gábor, Dobanovci, 1847. augusztus 25. – Zimonymező, 1932. október 14.) szerb mezőgazdász, teológus, a szerb nemzeti egyház jószágkormányzója, verseci szerb ortodox püspök.

## Élete
1847-ben született a szerémségi Dobanovciban. Gimnáziumi és teológiai tanulmányait Karlócán végezte, majd a Magyaróvári Magyar Királyi Gazdasági Akadémián tanult. 1882-ben belépett a szerzetesi rendbe és tábori lelkészként Boszniába került. A szarajevói középiskolában is tanított. 1891-ben Brankovics György pátriárka a szerb nemzeti egyház jószágainak felügyeletét és a Krušedol kolostor vezetését bízta rá, majd archimandrita lett. Ekkoriban barátkozott össze Laza Kostić szerb költővel. Ferenc Józseftől szarajevói működéséért koronás arany-érdemkeresztet kapott. 
Mikor 1895 decemberében a verseci egyházmegye püspöki széke megüresedett, megbízott püspök lett, majd 1896. május 18-án a zsinat püspökké választotta. 1896. július 26-án a karlócai székesegyházban szentelték fel. Méltóságánál fogva tagja lett a magyar főrendiháznak. Mivel magyarbarátnak ismerték, a radikális szerb újságok eleinte Gábor püspökként emlegették (Gavrilo vagy Gabriel helyett). 1898 pünkösdjén egy verseci radikális még merényletet is megkísérelt ellene, a századforduló után azonban Zmejanović a szerb radikálisokhoz közeledett. A szerb egyházi kongresszus 1908-ban pátriárkává választotta, de Ferenc József a választást nem erősítette meg, mivel megválasztását a magyar közvélemény nagyszerb cselekedetnek minősítette. 1920-ban nyugalmazását kérte, és egy kolostorba vonult vissza. 1932-ben halt meg, Grabovciban temették el.

## Fordítás
Ez a szócikk részben vagy egészben  a   Gavrilo Zmejanović című szerb Wikipédia-szócikk fordításán alapul.  Az eredeti cikk szerkesztőit annak laptörténete sorolja fel. Ez a jelzés csupán a megfogalmazás eredetét és a szerzői jogokat jelzi, nem szolgál a cikkben szereplő információk forrásmegjelöléseként.